# Casa Gremial de los Carniceros de Hildesheim
La Casa Gremial de los Carniceros (Knochenhauer-Amtshaus) es un edificio histórico de madera que se halla en la Plaza de Mercado de la ciudad de Hildesheim, en el estado federado de Baja Sajonia de Alemania.

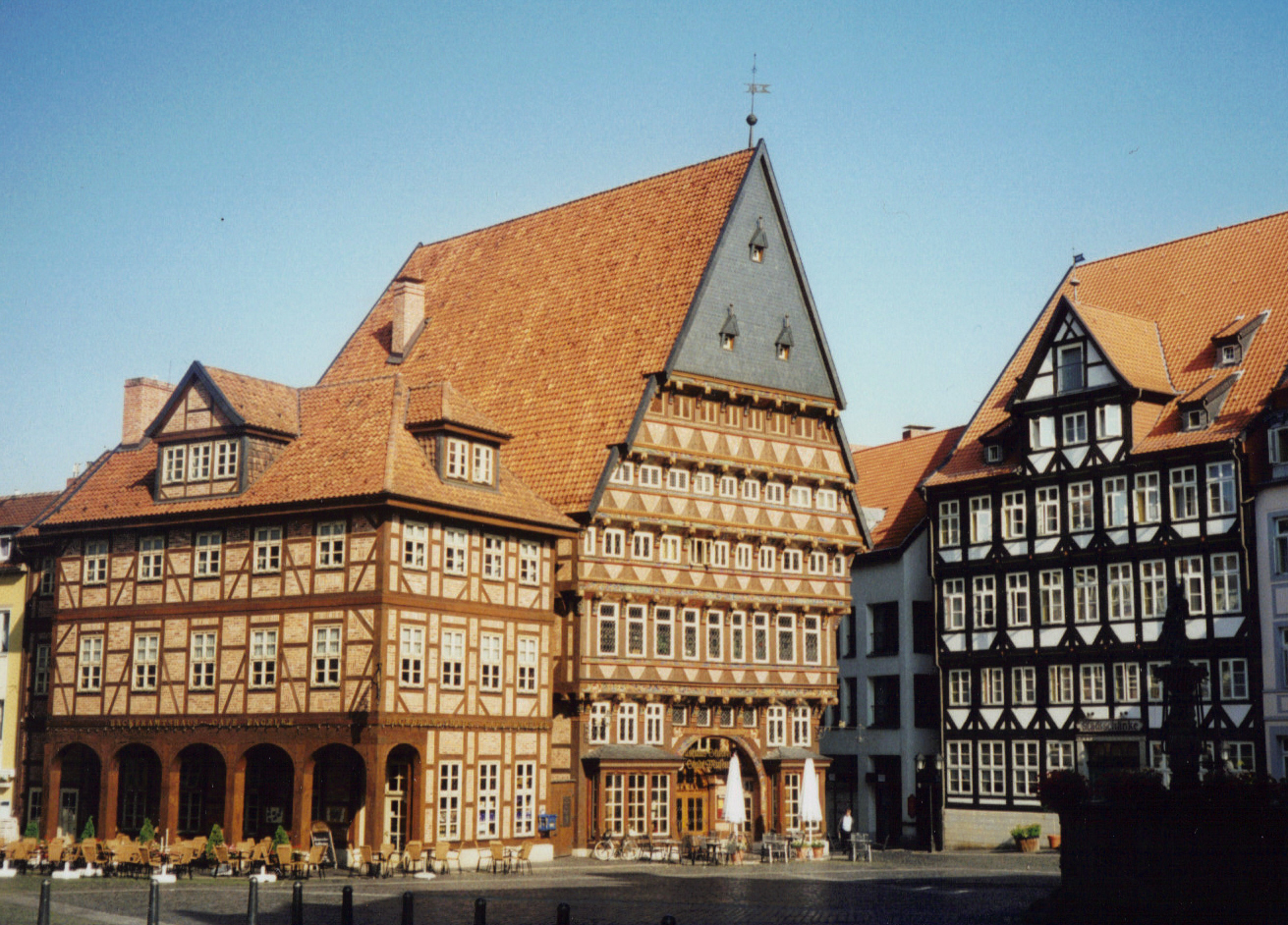
La Casa Gremial de los Carniceros (1529) con la Taberna histórica (1666) a la derecha y la Casa Gremial de los Panaderos (1825) a la izquierda.

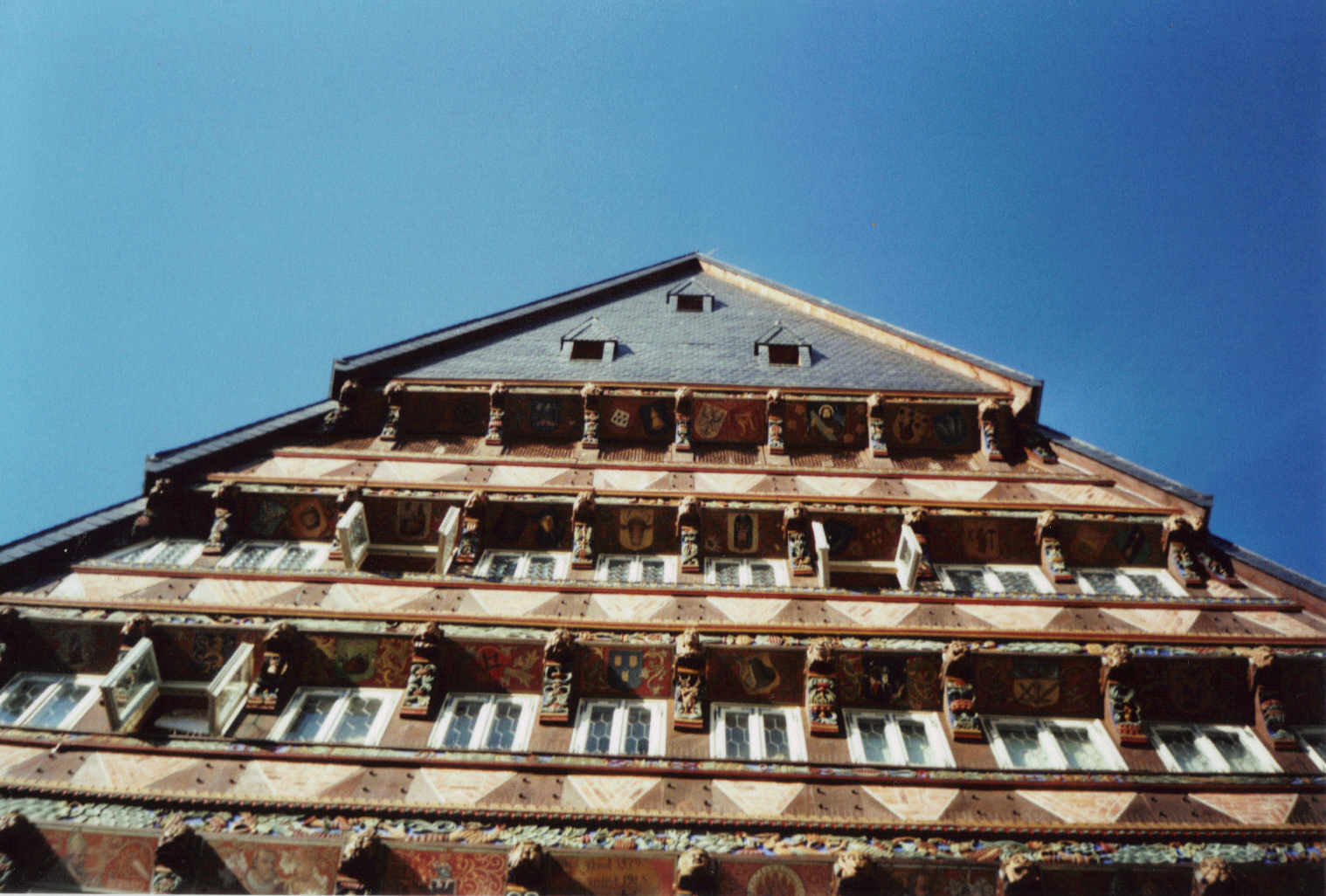
Detalles de la fachada.

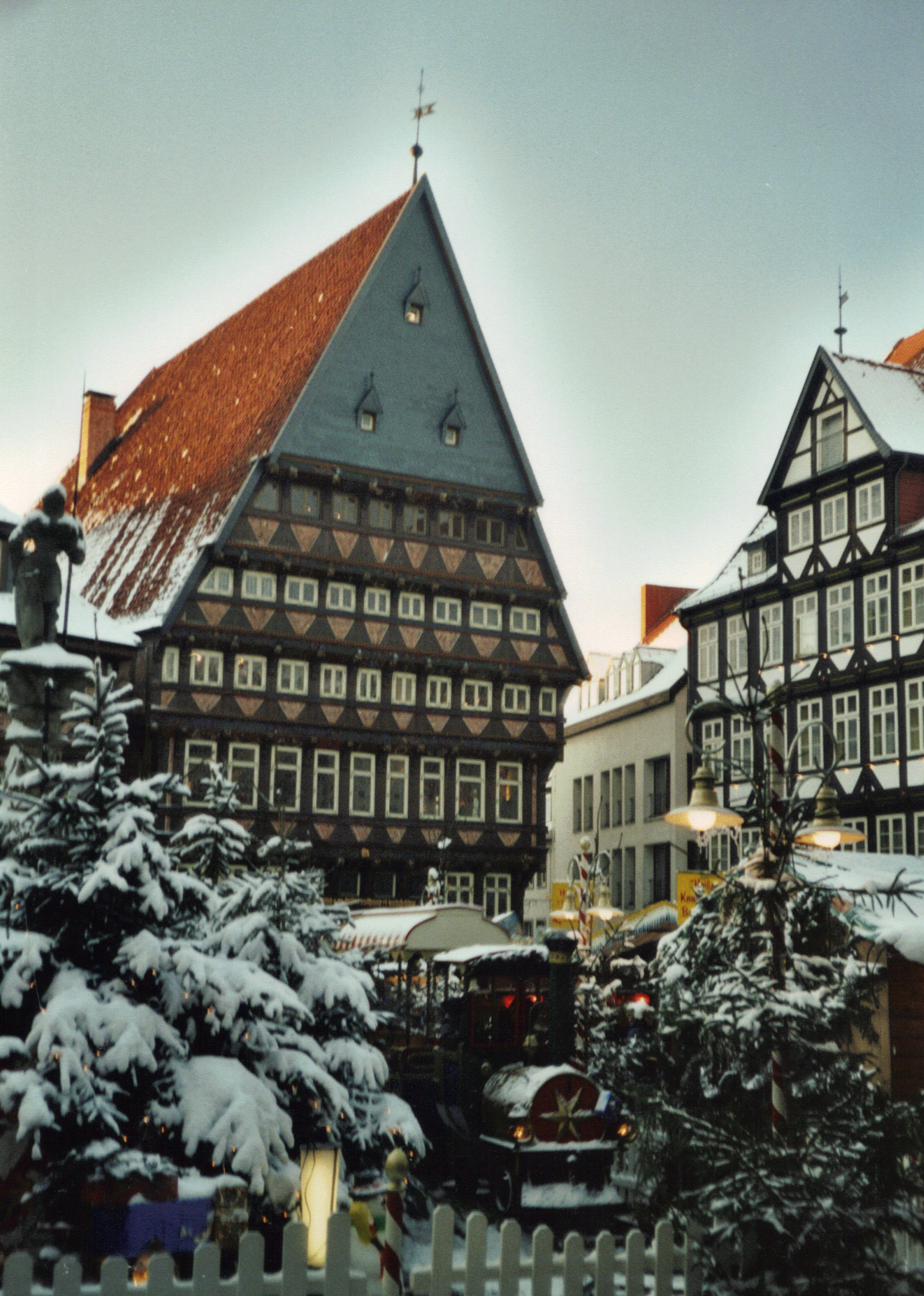
Mercado de Navidad delante de la Casa Gremial de los Carniceros.

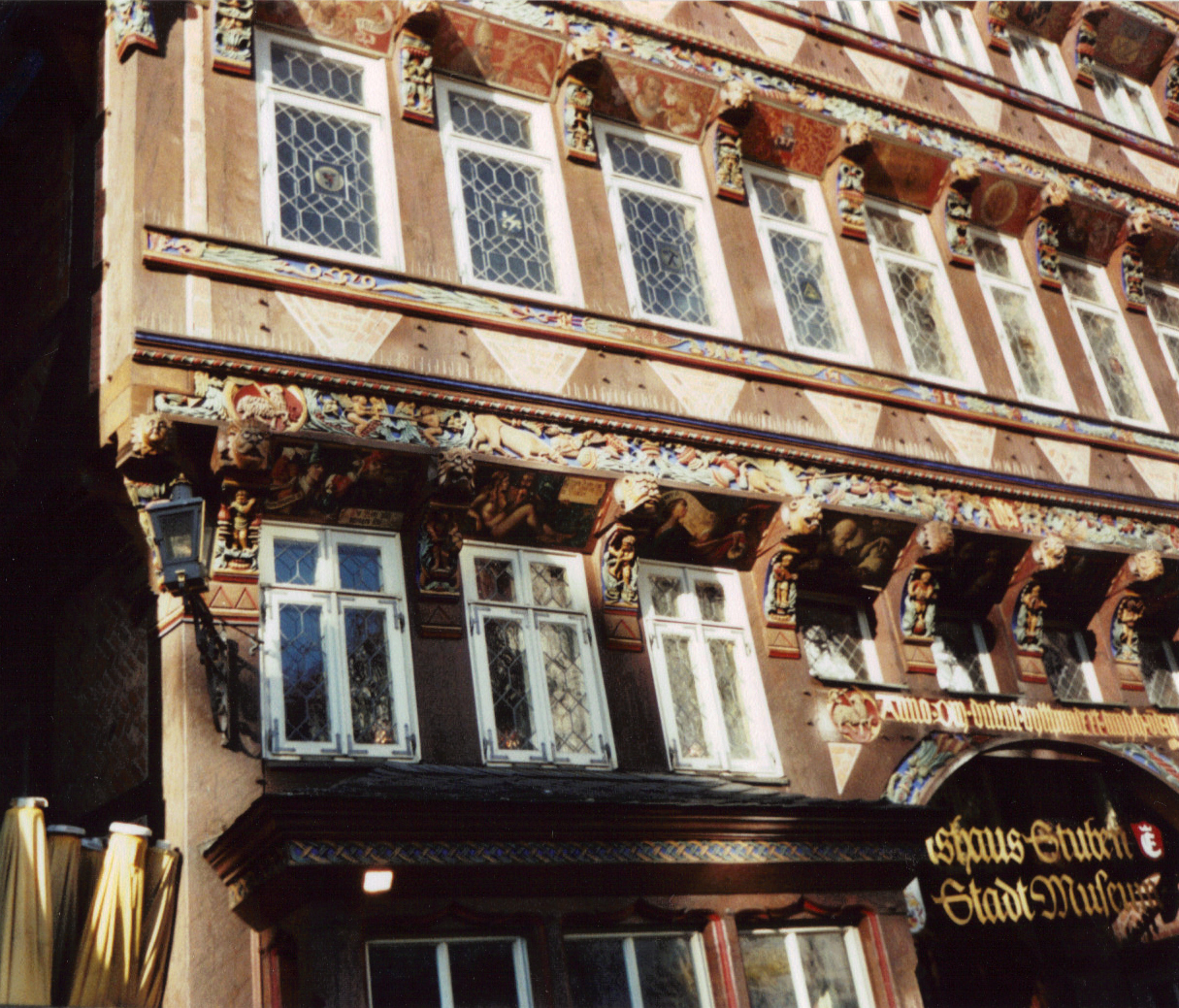
Detalles de la fachada.

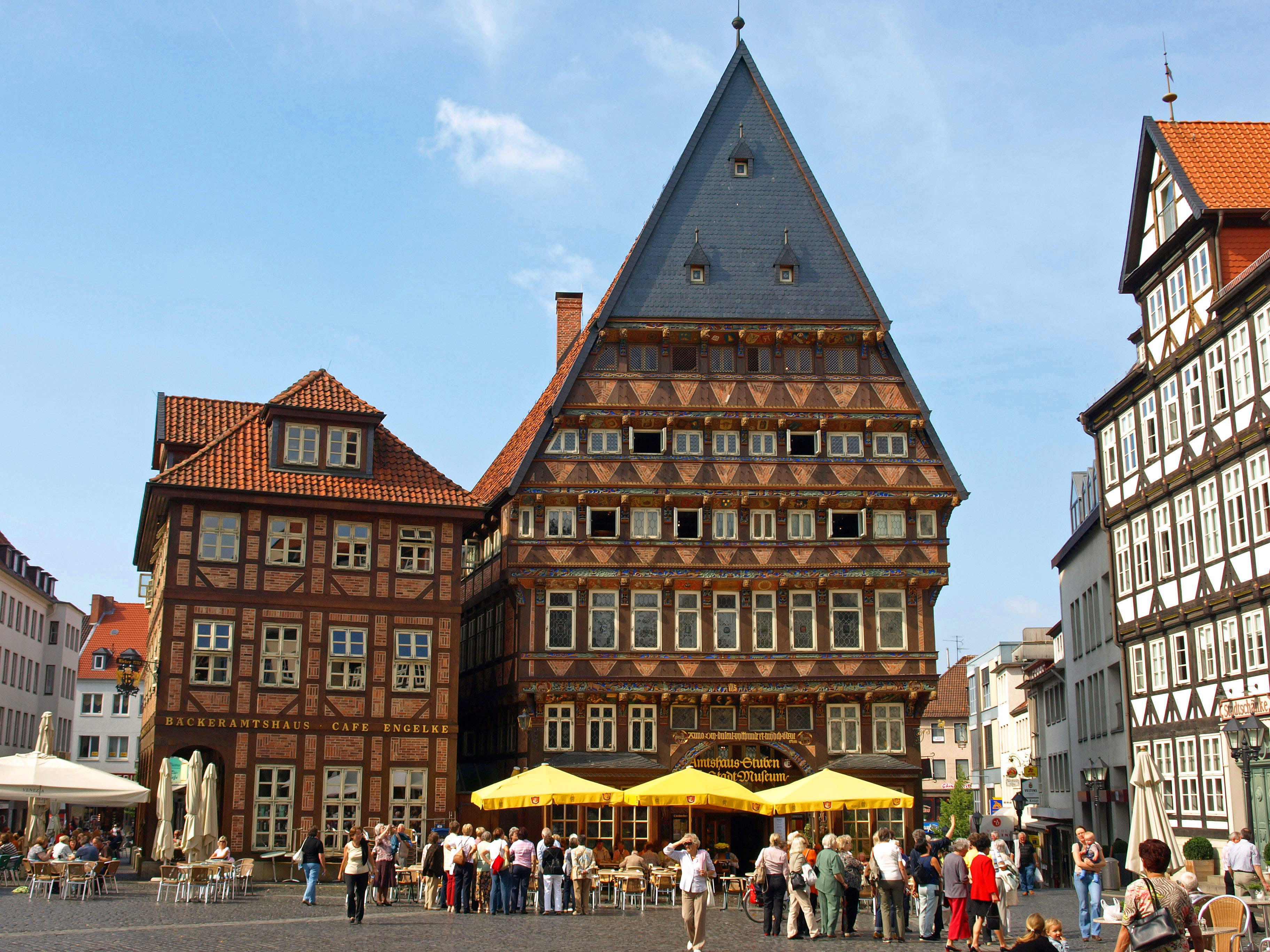
Casa Gremial de los Carniceros.

## Historia y arquitectura

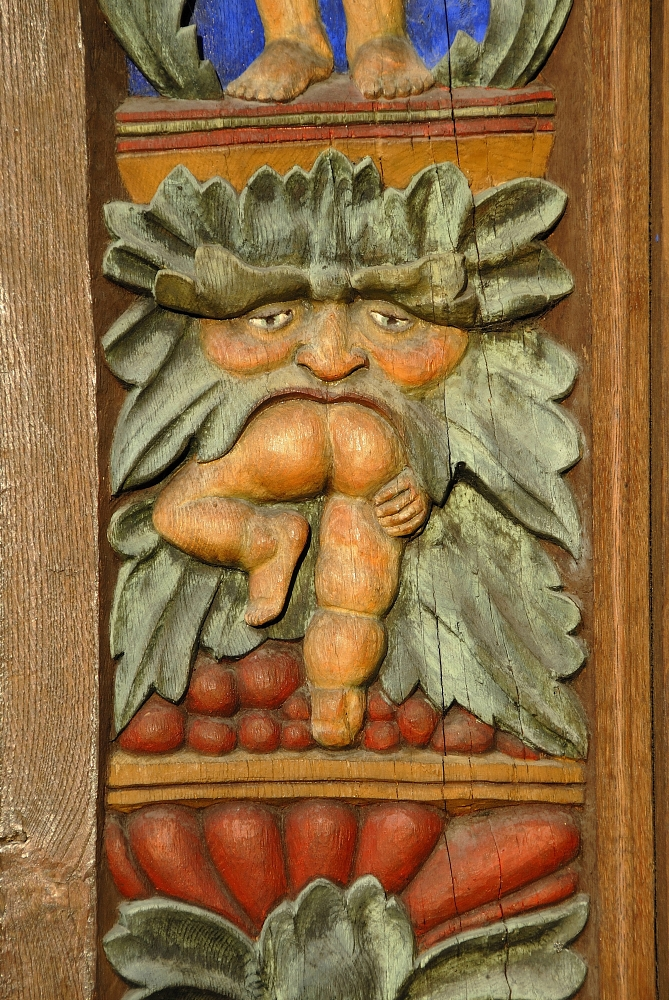
Detalle del portal principal de la Casa Gremial de los Carniceros

El edificio fue construido originalmente en 1529 en un estilo gótico para servir de lugar de reuniones del gremio de los carniceros, un gremio muy importante en la Edad Media. En el sótano había una bóveda subterránea muy apropiada para la refrigeración y la conservación de la carne. El nombre del arquitecto sigue siendo desconocido. Se trata de una casa con entramado de madera de siete pisos y con 26 m de altura, pero con una base relativamente pequeña. El piso alto es algo más grande que la planta baja, y el segundo piso es aún más grande. En la fachada hay ornamentos renacentistas y obras de talla de madera. Al lado de la Casa Gremial de los Carniceros se hallan otras casas con entramado de madera: La Stadtschänke, una taberna histórica construida en 1666 a la derecha y la Casa Gremial de los Panaderos a la izquierda (Bäckeramtshaus en alemán), que se construyó en 1825. En frente se halla el Ayuntamiento de Hildesheim, construido en 1268.  Antes de la guerra, mucha gente dijo que la Casa Gremial de los Carniceros era la casa más bonita de Alemania. Aparte de las iglesias, era el monumento arquitectónico más conocido de la ciudad.

## Destrucción
Durante la Segunda Guerra Mundial, todas las casas con entramado de madera de la Plaza de Mercado de Hildesheim fueron destruidas por bombas incendiarias el 22 de marzo de 1945.  Después de la Guerra, se construyó edificios de hormigón con techos planos en la Plaza de Mercado. En el lugar de la Casa Gremial de los Carniceros se construyó un hotel entre 1962 y 1964. Bajo el hotel había aún la bóveda subterránea de la Casa Gremial.

## Reconstrucción
A principios de los años 80 el hotel se declaró en quiebra. Al mismo tiempo había un proyecto para renovar el edificio de la Caja de Ahorros en la Plaza de Mercado. En esa oportunidad se derribó los edificios de hormigón entre 1984 y 1986 y se reconstruyó la histórica Plaza de Mercado con sus casas de entramadao de madera conforme a los planos históricos, empezando con la llamada Casa Wedekind, una casa grande con entramado de madera originalmente construida en 1598 en el lugar de la Caja de Ahorros.
Se reconstruyó la Casa Gremial de los Carniceros entre 1987 y 1989 con 400 m³ de madera de roble.  Se colocó la primera piedra el 27 de octubre de 1987.  Para la reconstrucción auténtica del techo se utilizó tejas con 200 años de edad. El acto de inauguración tuvo lugar en diciembre de 1989, y los gastos de la reconstrucción de la Casa Gremial de los Carniceros y de la Casa Gremial de los Panaderos se elevaron a 13,6 millones de marcos, aproximadamente € 7.000.000.
De la misma manera fue reconstruido el Pan de Azúcar puesto de punta de Hildesheim (en alemán: Der Umgestülpte Zuckerhut), otro edificio con entramado de madera en Hildesheim, a partir de 2009.
La Casa Gremial de los Carniceros sigue siendo uno de los monumentos arquitectónicos más conocidos de la ciudad de Hildesheim.
En la Casa Gremial de los Carniceros se hallan un restaurante y el Museo Histórico de la ciudad. Cada año hay un Mercado de Navidad delante del edificio en diciembre.